# Хенрикссон, Мартин
Мартин Хенрикссон (швед. Martin Henriksson; 30 октября 1974, Гётеборг, Швеция) – один из двух гитаристов-основателей и автор песен шведской дэт-метал группы Dark Tranquillity.

## Биография

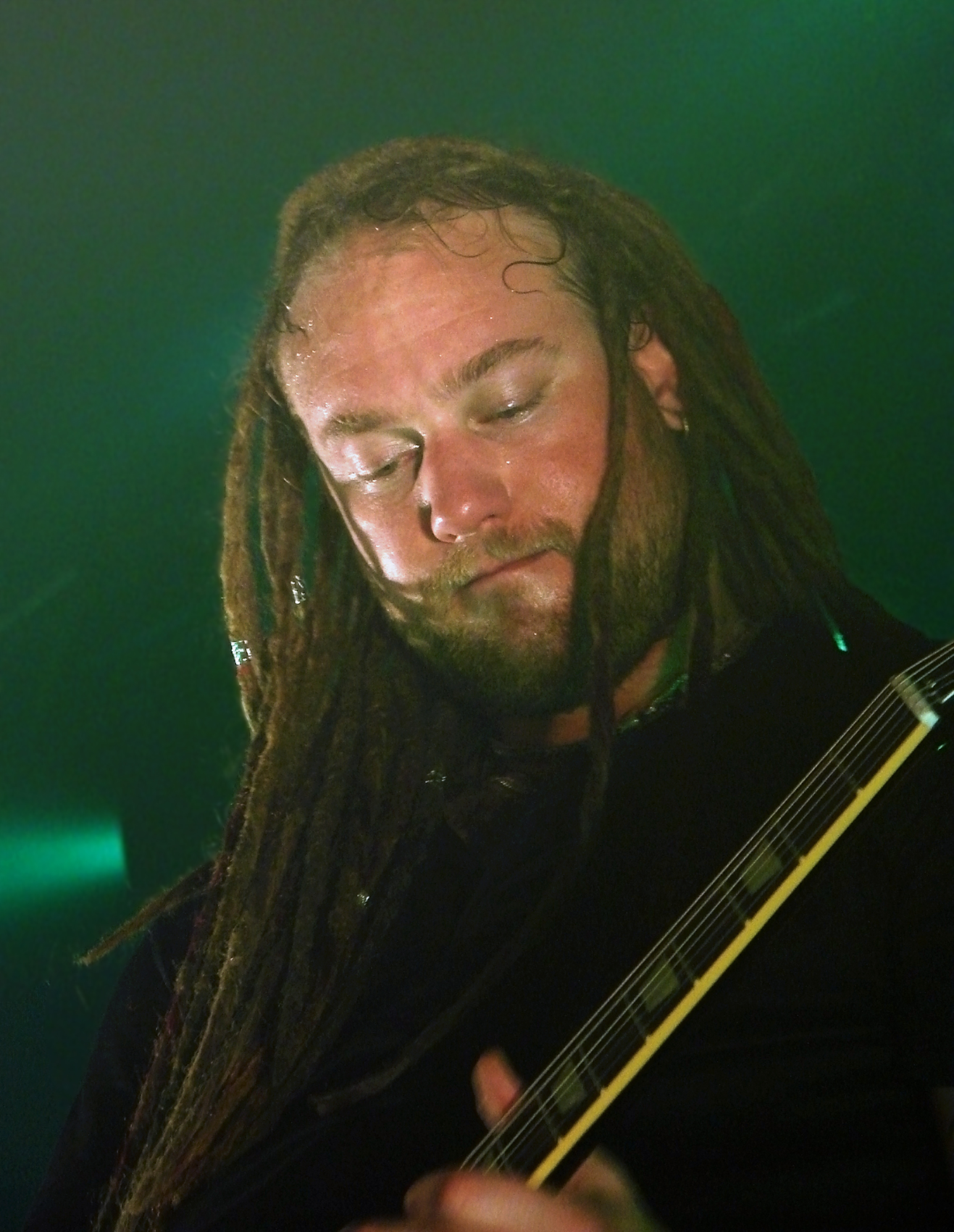
Мартин Хенрикссон на концерте Dark Tranquillity в Париже.

Мартин играет на басу в своей группе с 1989 года, затем с альбома 2000 года Haven он занимает позицию гитариста. Майкл Никлассон, гитарист Luciferion, был приглашен на роль басиста в Dark Tranquillity. Наряду с Микаэлем Станне, Хенрикссон единственный участник группы, который пишет все песни для каждого альбома DT. Написание произведений он принял от Никласа Сундина в период альбома Projector, незадолго до того, как стал гитаристом в группе. Dark Tranquillity является только музыкальным проектом Хенрикссона.
Раньше он носил длинные волосы, но после тура Damage Done Мартин заплел себе дреды. Также у него забиты татуировками руки.

## Стиль
В Dark Tranquillity Мартин исполняет как ритмы, так и мелодические партии. Его стиль известен как плавный и мягкий, нежели как у Никласа Сундина – жесткий. Как правило, Мартин не играет соло партий, в то время как Сандин их исполняет. Хотя есть две вещи в виде исключения, это "Focus Shift" и "Lost To Apathy", в который Хенрикссон играет неторопливые соло. Его риффы иногда дополняются различными гармоническими приемами. Когда Мартин играл на басу, используя медиатор, он также играл мелодические линии.

## Оборудование
Основными концертными инструментами Мартина Хенрикссона являются Gibson Explorer и Gibson Les Paul Studio Lite. Ранее он использовал преампы Rocktron Prophecy, однако, после тура Damage Done он и Никлас Сандин перешли на усилители Peavey 5150 и Mesa/Boogie Dual Rectifier, параллельно используя процессор Behringer V-AMP 2 PRO. Во время создания альбома We Are the Void у них в оборудовании был Peavey 6505s.